# Leucon kalluropus
Leucon kalluropus är en kräftdjursart som beskrevs av Stebbing 1912. Leucon kalluropus ingår i släktet Leucon och familjen Leuconidae. Inga underarter finns listade i Catalogue of Life.